# Alberto Testa (danzatore)

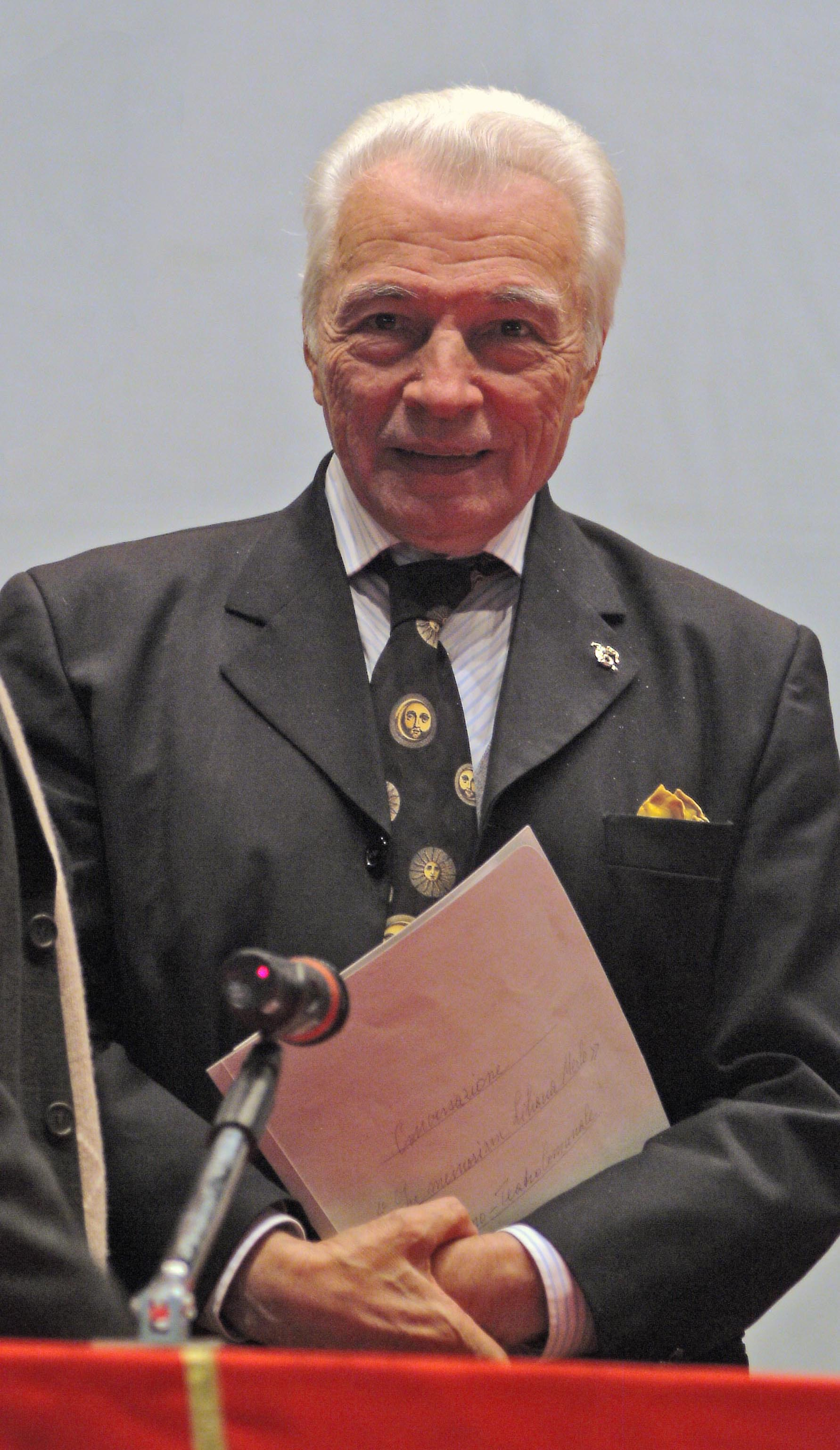
Alberto Testa in una foto del 2003

Alberto Testa (Torino, 23 dicembre 1922 – Torino, 4 ottobre 2019) è stato un danzatore, coreografo, critico di danza e insegnante italiano.

## Biografia
Vincitore nel 1942 del Concorso dei Teatri Universitari con un atto unico, si laurea lo stesso anno in lettere all'Università di Torino con una dissertazione sulla danza. Studia danza classica a Torino con Grazioso Cecchetti, figlio di Enrico Cecchetti, perfezionandosi con Susanna Egri. Si esibisce in seguito in alcuni dei principali teatri italiani e stranieri sotto la guida di grandi maestri come Léonide Massine, Margarete Wallmann e Aurel Milloss, partecipando a numerosi festival come quelli del Maggio Musicale Fiorentino, della Sagra Musicale Umbra, del Festival di Salisburgo ecc.
Attivo soprattutto come coreografo tra il 1965 e il 1987, cura i balletti per numerosi allestimenti operistici tra i quali Giovanna d'Arco al rogo (1960), La dama di picche (1963), Turandot (1984), La traviata (1984), Tannhäuser (1985) etc., ma anche per il teatro di prosa, dove, per il Festival di Todi, cura l'adattamento, la traduzione e la messa in scena di La città che ha per principe un ragazzo di Henry de Montherlant, nonché un Omaggio a Thornton Wilder a Roma nel 1998.
Crea inoltre le danze per Il Gattopardo di Luchino Visconti e per numerosi film di Franco Zeffirelli: Romeo e Giulietta (1967), Gesù di Nazareth (1976), La Traviata (1982), Otello (1986), Il giovane Toscanini (1988).
Ha insegnato Storia della Danza per trent'anni, dal 1963, nell'Accademia Nazionale di Danza di Roma.
È stato fondatore e direttore artistico del Premio Positano Léonide Massine, tra i più antichi e importanti d'Italia, inaugurato nell'agosto del 1969 e successivamente, dal 1979, intitolato alla memoria di Léonide Massine. È  stato presidente dal 1969 del Premio Porselli “Una vita per la Danza”, nonché cofondatore e direttore del Centro Documentazione e Ricerca per la Danza di Torino.
Organizzatore di Mostre di grande rilievo (quelle su Sergej Pavlovič Djagilev e i Balletti Russi al Museo Teatrale alla Scala di Milano e nelle Sale Apollinee del Teatro La Fenice di Venezia, 1972; sul teatro di Maurice Ravel e sul balletto al Teatro alla Scala, sui coniugi Sakharoff a La Versiliana e sul documento e il libro di danza al Teatro Regio di Torino), ha curato anche l'organizzazione dei Concerti di Danza (1967, 1969, 1970) e di svariate edizioni, a partire dal 1977 fino al 1988, dell'ormai celebre Maratona di Danza al Festival dei Due Mondi di Spoleto, con ripresa nella Piazza del Duomo nel luglio 2001.
Nel 1973 e poi nuovamente nel 1981 e nel 1982 è ospite come conferenziere a Teramo in occasione della rassegna Abruzzo Danza curata da Liliana Merlo. Nell'ottobre 2003 torna nuovamente a Teramo come principale relatore del Convegno Nazionale sulla figura di Liliana Merlo nel primo anniversario della scomparsa. Nel maggio 2006, presso il Ridotto del Teatro Comunale di Firenze, tiene un'importante conferenza per commemorare la figura di Aurel Milloss, tra i maggiori artefici del rinnovamento della danza italiana, nel centenario della nascita.
Dal 1963 su invito di Jia Ruskaja, allora direttrice dell'Accademia nazionale di Danza in Roma, ricopre l'incarico di docente di Storia della danza per un trentennio.
Storico e critico di balletto, sin dalla fondazione, del quotidiano La Repubblica, ha collaborato per le voci riguardanti la danza e il balletto con le principali enciclopedie e dizionari italiani e stranieri (Enciclopedia dello Spettacolo, Treccani, Larousse). Ha pubblicato articoli e saggi su programmi di sala e riviste specializzate (Balletto Oggi, Danza & Danza, Tutto Danza, Coréographie), autore di numerose pubblicazioni sull'argomento e in più d'una occasione con la Casa Editrice Di Giacomo, con la quale ha pubblicato nel 2003 le sue Lezioni di Storia della Danza. Presidente di giuria e direttore artistico dei Concorsi internazionali di Danza di Perugia e di Caltanissetta. Fa parte della Commissione dello spettacolo presso il Ministero per i Beni e le Attività Culturali nella sezione Danza.
Tra i vari riconoscimenti, il Premio Gino Tani per la critica di danza nel 1991, la Targa d'Argento del Presidente della Repubblica nel 2002 e il Premio Guido Lauri alla carriera nel 2011.
Fra il 2015 e il 2019, il suo biografo Mauro Di Rosa realizza – assieme a lui – la sua biografia, in un volume dal titolo La Pavana della memoria. Storie, racconti, ricordi di una vita a passo di danza. Nel 2019, il suo biografo realizza la sua bibliografia parziale e La Pavana della memoria. Alberto Testa si racconta, una web-serie costituita da 13 episodi-intervista (in ognuno dei quali Alberto Testa racconta, tramite le interviste del suo biografo, un aspetto della sua vita). 
Dopo alcuni mesi di malattia, è morto il 4 ottobre 2019.

## Principali coreografie
- 1965 - Histoire du soldat
- 1978 - La Morte e la Fanciulla
- 1980 - Gli Uccelli
- 1981 - Dansatie
- 1982 - A due con ironia
- 1983 - Il tempo ritrovato
- 1983 - Stelle di carta
- 1985 - Le tre dee
- 1987 - La notte della musica
- 1993 - Carmina Burana

## Principali scritti
- Discorso sulla danza e sul balletto, Roma, 1970; 2ª ed. 1977; 3ª ed. 1981
- Ricordo di Sergej de Diaghilev, Milano, 1972
- Su Bejart, in “Nuova Rivista Musicale Italiana”, 1977
- Giselle, Roma, 1980
- Romeo e Giulietta, Di Giacomo Editore, Roma, 1980
- Lettere sulla danza di J.-G. Noverre (a cura di), Roma, 1980
- Don Chisciotte, Roma, Di Giacomo Editore,  1982
- I grandi balletti, Roma, 1991
- Storia della Danza e del Balletto, Roma, 1994, nuova ed. 2005
- Cento grandi balletti, Roma, 1999, 2ª ed. 2006
- Lezioni di Storia della Danza, Roma, 2003
- Memoria di un testimone. Torino e la Danza. Preistoria, storia, tempo presente della nobile arte nei ricordi di un danzatore torinese, Rieti, 2005
- Positano e la Danza nel mondo, Roma, 2006
- Parole di Danza, Roma, 2006
- Nureyev a Positano. I luoghi della memoria, Caserta, 2006
- Sulla Danza - Memorie, Riflessioni - L'intelligenza del cuore, Editore M. Piretti, Bologna, 2013
- con M. Di Rosa, La Pavana della memoria. Storie, racconti, ricordi di una vita a passo di danza, Amazon Kindle Direct Publishing, [s.l.], 2019

(Volumi collettivi)
- Il balletto del Novecento, Roma, 1983
- Romeo and Juliet dal testo alla scena, conversazione tra Aurel Milloss, Alberto Testa e Marinella Guatterini, Università di Ferrara, 1986
- Cronologia dei balletti, in Storia del Teatro Regio di Torino, diretta da Alberto Basso, vol. V, Torino, 1988
- L'uomo e lo spettacolo (con Roberto Alonge, Gino Stefani), Roma, 1988